# Bursting Out
| Críticas profissionais | Críticas profissionais |
| Avaliações da crítica  | Avaliações da crítica  |
| Fonte                  | Avaliação              |
| ---------------------- | ---------------------- |
| Allmusic               | 5 de 5 estrelas.       |

Bursting Out é o primeiro álbum exclusivamente ao vivo da banda Jethro Tull. Foi gravado durante vários concertos da turnê européia entre maio e junho de 1978, embora não especifique onde cada faixa foi gravada. Também conhecido como Bursting Out: Jethro Tull Live, Bursting Out - Live, e Live - Bursting Out.

## Faixas
Todas as canções por Ian Anderson, exceto onde indicado em contrário

### Disco 1
1. Introdução por Claude Nobbs
2. "No Lullaby" - 5:34
3. "Sweet Dream" - 4:52
4. "Skating Away On The Thin Ice Of The New Day" - 5:20
5. "Jack In The Green" - 3:36
6. "One Brown Mouse" - 4:07
7. "A New Day Yesterday" - 3:07
8. "Flute Improvisation / God Rest Ye Merry Gentlemen / Bourée†" - 5:41
9. "Songs From The Wood" - 2:31
10. "Thick As A Brick" - 12:30

† Bourée por Bach, arranjos por Anderson.

### Disco 2
1. Introdução por Ian Anderson
2. "Hunting Girl" - 6:00
3. "Too Old To Rock 'n' Roll, Too Young To Die" - 4:19
4. "Conundrum" - 6:54 (Barlow / Barre)
5. "Minstrel In The Gallery" - 5:47
6. "Cross-eyed Mary" - 3:39
7. "Quatrain" - 1:50 (Barre)
8. "Aqualung" - 8:34 (I. Anderson / J. Anderson)
9. "Locomotive Breath" - 5:31
10. "The Dambusters March/Medly" - 3:27 (Anderson / Coates)

## Músicos
- Ian Anderson - vocais, flauta, violão
- Martin Barre - guitarra, bandolim, marimba
- John Evan - piano, órgão, acordeão, sintetizador
- Barriemore Barlow - bateria, glockenspiel
- David Palmer - gaita, sintetizador
- John Glascock - baixo, vocais